# L'aria che tira (programma televisivo)
L'aria che tira è un programma televisivo italiano, in onda su LA7 dal 3 ottobre 2011.

## Storia del programma
Il programma tratta di temi politici, economici e di attualità con ospiti in studio, servizi e collegamenti, secondo la formula del talk show.
Dalla stagione 2013-2014 va in onda dalle 11:00 alle 13:25 (precedendo l'edizione delle 13:30 del TG LA7) ed è suddivisa in due parti: L'aria che tira e L'aria che tira oggi.
La conduzione del programma è stata affidata, fino al 16 giugno 2023, a Myrta Merlino. Dall'11 settembre dello stesso anno il programma è condotto da David Parenzo.

## Edizioni
| Edizione | Titolo del programma               | Conduzione        | Conduzione        | Periodo           | Periodo          | Puntate | Regia            |
| Edizione | Titolo del programma               | Conduzione        | Conduzione        | Inizio            | Fine             | Puntate | Regia            |
| Edizione | Titolo del programma               | Principale        | Sostituzione      | Inizio            | Fine             | Puntate | Regia            |
| -------- | ---------------------------------- | ----------------- | ----------------- | ----------------- | ---------------- | ------- | ---------------- |
| 1ª       | L'aria che tira - Noi e l'economia | Myrta Merlino     | -                 | 3 ottobre 2011    | 22 giugno 2012   | 180     | Ermanno Corbella |
| 2ª       | L'aria che tira - Noi e l'economia | Myrta Merlino     | -                 | 24 settembre 2012 | 21 giugno 2013   | 185     | Ermanno Corbella |
| 3ª       | L'aria che tira                    | Myrta Merlino     | -                 | 16 settembre 2013 | 20 giugno 2014   | 189     | Ermanno Corbella |
| 4ª       | L'aria che tira                    | Myrta Merlino     | -                 | 15 settembre 2014 | 19 giugno 2015   | 188     | Ermanno Corbella |
| 5ª       | L'aria che tira                    | Myrta Merlino     | -                 | 14 settembre 2015 | 24 giugno 2016   | 193     | Ermanno Corbella |
| 6ª       | L'aria che tira                    | Myrta Merlino     | David Parenzo     | 12 settembre 2016 | 30 giugno 2017   | 200     | Ermanno Corbella |
| 7ª       | L'aria che tira                    | Myrta Merlino     | -                 | 11 settembre 2017 | 8 giugno 2018    | 185     | Ermanno Corbella |
| 8ª       | L'aria che tira                    | Myrta Merlino     | -                 | 10 settembre 2018 | 28 giugno 2019   | 200     | Ermanno Corbella |
| 9ª       | L'aria che tira                    | Myrta Merlino     | -                 | 2 settembre 2019  | 19 giugno 2020   | 199     | Ermanno Corbella |
| 10ª      | L'aria che tira                    | Myrta Merlino     | David Parenzo     | 7 settembre 2020  | 11 giugno 2021   | 187     | Ermanno Corbella |
| 11ª      | L'aria che tira                    | Myrta Merlino     | Francesco Magnani | 6 settembre 2021  | 17 giugno 2022   | 208     | Ermanno Corbella |
| 12ª      | L'aria che tira                    | Myrta Merlino     | Francesco Magnani | 5 settembre 2022  | 16 giugno 2023   | 196     | Ermanno Corbella |
| 13ª      | L'aria che tira                    | David Parenzo     | Francesco Magnani | 11 settembre 2023 | 5 luglio 2024    | 209     | Fabrizio Monti   |
| 14ª      | L'aria che tira                    | Francesco Magnani | -                 | 8 luglio 2024     | 6 settembre 2024 | 42      | Fabrizio Monti   |
| 15ª      | L'aria che tira                    | David Parenzo     | Francesco Magnani | 9 settembre 2024  | 27 giugno 2025   | 201     | Fabrizio Monti   |
| 16ª      | L'aria che tira                    | Francesco Magnani | -                 | 30 giugno 2025    | in corso         | 36      | Fabrizio Monti   |

## Audience
| Edizione | Rete televisiva | Anno      | Orario      | Durata  | Programmazione | Programmazione | Programmazione | Programmazione | Programmazione | Programmazione | Programmazione | Media auditel  | Media auditel |
| Edizione | Rete televisiva | Anno      | Orario      | Durata  | L              | M              | M              | G              | V              | S              | D              | Telespettatori | Share         |
| -------- | --------------- | --------- | ----------- | ------- | -------------- | -------------- | -------------- | -------------- | -------------- | -------------- | -------------- | -------------- | ------------- |
| 1ª       | LA7             | 2011-2012 | 10:35-11:25 | 50 min  |                |                |                |                |                |                |                | –              | –             |
| 2ª       | LA7             | 2012-2013 | 11:00-12:30 | 90 min  | 306 000        | 4,26%          |                |                |                |                |                |                |               |
| 3ª       | LA7             | 2013-2014 | 11:00-13:25 | 145 min | 385 000        | 3,95%          |                |                |                |                |                |                |               |
| 4ª       | LA7             | 2014-2015 | 11:00-13:25 | 145 min | 365 000        | 3,70%          |                |                |                |                |                |                |               |
| 5ª       | LA7             | 2015-2016 | 11:00-13:25 | 145 min | 333 000        | 3,54%          |                |                |                |                |                |                |               |
| 6ª       | LA7             | 2016-2017 | 11:00-13:25 | 145 min | –              | –              |                |                |                |                |                |                |               |
| 7ª       | LA7             | 2017-2018 | 11:00-13:25 | 145 min | 483 000        | 5,00%          |                |                |                |                |                |                |               |
| 8ª       | LA7             | 2018-2019 | 11:00-13:25 | 145 min | –              | –              |                |                |                |                |                |                |               |
| 9ª       | LA7             | 2019-2020 | 11:00-13:25 | 145 min | –              | –              |                |                |                |                |                |                |               |
| 10ª      | LA7             | 2020-2021 | 11:00-13:25 | 145 min | –              | –              | [ N 6 ]        |                |                |                |                |                |               |
| 11ª      | LA7             | 2021-2022 | 11:00-13:25 | 145 min | –              | –              | [ N 6 ]        |                |                |                |                |                |               |
| 12ª      | LA7             | 2022-2023 | 11:00-13:25 | 145 min | –              | –              | [ N 6 ]        |                |                |                |                |                |               |
| 13ª      | LA7             | 2023-2024 | 11:00-13:25 | 145 min | –              | –              |                |                |                |                |                |                |               |
| 14ª      | LA7             | 2024      | 11:00-13:25 | 145 min | –              | –              |                |                |                |                |                |                |               |
| 15ª      | LA7             | 2024-2025 | 11:00-13:25 | 145 min | –              | –              |                |                |                |                |                |                |               |
| 16ª      | LA7             | 2025      | 11:00-13:25 | 145 min | –              | –              |                |                |                |                |                |                |               |

## Parodie del programma
Durante la stagione 2020-2021 nel programma di Rai 2 Quelli che il calcio è stata realizzata una parodia del programma con lo stesso titolo con l'imitazione di Myrta Merlino da parte dell'attrice comica Barbara Foria. Quest'ultima è spesso ospite anche in alcune puntate dallo stesso programma vestita come la stessa Merlino per un'intervista face to face.

## Spin-off

### L'aria che tira estate
In onda dal 2015 durante il periodo estivo con la conduzione di Francesco Magnani.

### L'aria di domenica
È andato in onda nel 2020 per sei puntate, la domenica pomeriggio dalle 14:10 alle 16:30, con la conduzione di Myrta Merlino.

### L'aria che tira - Il diario
Va in onda il sabato e la domenica mattina e nei giorni festivi. Si occupa di mostrare il meglio della settimana appena passata. Il sabato va in onda dalle 11:10 alle 12:40 mentre la domenica va in onda dalle 12:25 alle 13:30. Ogni puntata viene aperta e chiusa dai saluti di Francesco Magnani.

## Editoria
Dal programma è stato tratto anche un libro scritto da Myrta Merlino dal titolo L’aria che tira - Noi e i nostri soldi in tempo di crisi edito da Sperling & Kupfer in collaborazione con LA7.